# Dead Freight
"Dead Freight" es el quinto episodio de la quinta temporada de la serie dramática de televisión estadounidense Breaking Bad, y el episodio 51 en general de la serie. Escrito y dirigido por George Mastras, se emitió originalmente en AMC en los Estados Unidos el 12 de agosto de 2012.

## Trama
Un niño se encuentra montado en su motocross conduciendo por el desierto. En un momento se detiene y al encontrarse con una tarántula salvaje, permite que se arrastre por sus manos antes de colocarla en un frasco. Oye un tren a la distancia y se dirige hacia él.
Walter visita al recién ascendido Hank en su nueva oficina de la DEA.  Durante su conversación, Walt confiesa que su matrimonio con Skyler está fracasando, fingiendo lágrimas. Cuando Hank se va momentáneamente a buscar café para consolarlo, Walt instala dispositivos de escucha encubiertos en la computadora y dentro de un marco de fotos que se encuentra sobre su escritorio. Más tarde, Walt, Jesse y Mike interrogan a Lydia sobre el dispositivo de seguimiento que encontraron en el fondo de uno de los barriles de metilamina de Madrigal. Mike y Walt creen que ella lo plantó y deciden matarla, pero Jesse no esta de acuerdo ya que le cree. Después de obligar a Lydia a contactar a Hank e informar su descubrimiento, el equipo escucha a escondidas la siguiente llamada telefónica de Hank y se entera de que en realidad la instalación del GPS fue realizada por un equipo de la DEA en Houston.
Aunque exonerada, Lydia ahora es inútil para el trío, ya que todos los barriles en su almacén están comprometidos. Desesperada por evitar que la maten, Lydia intenta demostrar su valía afirmando que pueden acceder a un "océano" de metilamina; les cuenta sobre un tren de carga que una vez a la semana transporta una enorme cantidad de metilamina y los incentiva a que roben la cantidad necesaria para continuar con su sociedad. Al principio, el trío se muestra escéptico, pero con la motivación de Jesse, idean un plan para detener el tren en una zona muerta, bombear la metilamina y reemplazar su peso con agua, para que nadie sepa que el atraco tuvo lugar. Con la ayuda de empleados de Vamonos Pest, instalan los contenedores para efectuar el robo; Todd Alquist, un joven y amable empleado de la empresa accede a ayudarlos en el robo y recibe la instrucción de Jesse que ni él ni su tripulación pueden decirle nada a nadie sobre el atraco, y que nadie debe enterarse bajo ninguna circunstancia.
Mientras tanto, Walter Jr. regresa a su casa e insiste en que no se irá hasta que sus padres le digan lo que está pasando entre ellos. Walt le ordena a Walt Jr. que regrese a la casa de Hank y Marie. Skyler le informa a Walt que ha decidido guardar sus secretos y continuar lavando su dinero mientras sus hijos permanezcan lejos de ellos. Walt asegura que no hay peligro para ellos, aunque Skyler se ha decidido, creyendo que un día, alguien llegará a su casa con la intención de hacerles daño. Walt accede a mantener a los niños lejos de su casa.
El día del robo, el equipo logra detener el tren bloqueando un cruce de ferrocarril usando como distracción un camión volquete "averiado" conducido por Patrick Kuby. Cuando el maquinista y el conductor salen de la locomotora para ayudarlo, Mike actúa como vigilante mientras Walt, Jesse y Todd drenan la metilamina del tren en un tanque enterrado vacío, y al mismo tiempo bombean agua para asegurarse de que su peso no cambie y no levante sospechas. El robo se ve amenazado cuando un buen samaritano llega a la escena y empuja el camión volquete fuera de las vías antes de lo esperado. Mike le ruega a Walt que cancele el trabajo, pero Walt insiste en que sigan adelante; cuando logran la cantidad que necesitan, Walt ordena cerrar las compuertas y logran tener éxito por poco. Walt, Jesse y Todd celebran su éxito, pero observan para su sorpresa que el niño de la motocross esta detrás de ellos observándolos. El niño saluda al trío, y Todd le devuelve el saludo, pero sorpresivamente saca un arma y mata al niño a tiros, para horror de Jesse.

## Producción
"Dead Freight" fue escrito y dirigido por George Mastras, haciendo su debut como director en la serie. Mastras reveló que el episodio fue logísticamente complicado de filmar porque se necesitaban muchas cámaras para capturar la larga secuencia del atraco al tren. El primer día de filmación de la secuencia, el tren se descompuso. Según Vince Gilligan, la secuencia tardó cuatro días en rodarse.
El episodio se tituló originalmente "Dark Territory", pero se cambió para evitar confusiones con la película Under Siege 2: Dark Territory. Coincidentemente, esa película también cuenta con el actor Jonathan Banks. Mastras explica que "death freight" se refiere al espacio desperdiciado en un buque que se ha pagado en su totalidad.

## Recepción

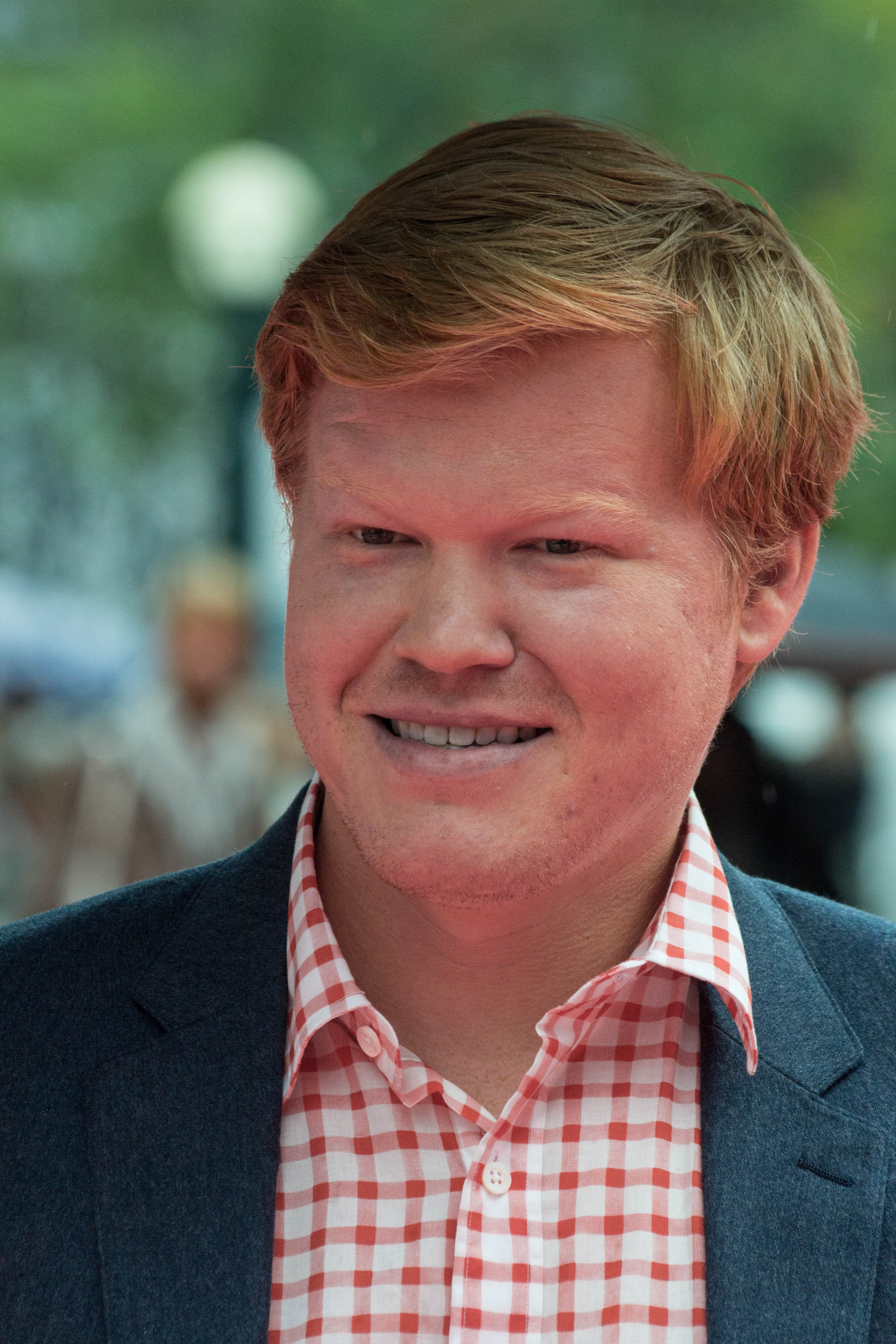
Los críticos elogiaron el desarrollo del personaje de Todd, interpretado por Jesse Plemons.

### Calificaciones
"Dead Freight" fue visto por 2,48 millones de espectadores y recibió una calificación de 1,3 entre los espectadores de 18 a 49 años.

### Recepción de la crítica
Donna Bowman de The AV Club lo calificó como A−. Aunque criticó el material con Skyler y Walt Jr., calificándolo de "torpemente funcional", afirmó que "este parche débil está más que compensado por la tremenda secuencia extendida del atraco y su trágica culminación, que está bien concebida y tiro perfecto". Seth Amitin de IGN calificó el episodio con un 10 sobre 10, calificándolo de "bellamente elaborado" y "excelentemente ejecutado". Alan Sepinwall de HitFix calificó a "Dead Freight" como un "gran episodio", afirmando: "Muy divertido, y luego un golpe devastador pero no injusto al final". Sean T. Collins de Rolling Stone calificó el episodio de "televisión desgarradora, desgarradora y magnífica".
Este episodio fue nominado para cuatro Premios Primetime Emmy, George Mastras fue nominado para el Premio Primetime Emmy a Mejor Escritura para una Serie Dramática por escribir este episodio, Skip Macdonald fue nominado para Mejor Edición de Imagen con una sola cámara para una Serie Dramática, Darryl L. Frank, Jeffrey Perkins y Eric Justen fueron nominados a Mejor mezcla de sonido para una serie de comedia o drama (una hora), y Kurt Nicholas Forshager, Kathryn Madsen, Jane Boegel, Mark Cookson, Cormac Funge, Jason Tregoe Newman, Jeffrey Cranford, Gregg Barbanell y Dominique Decaudain fueron nominados a Mejor edición de sonido para una serie de comedia o drama (una hora).
TV Guide en su lista de Los 65 mejores episodios del siglo XXI incluyeron a "Dead Freight" justo fuera del top 10, pero se mencionó como tres opciones alternativas para esa distinción. 
En 2019, The Ringer clasificó a "Dead Freight" como el 18 mejor episodio de la serie.